# Zmiany nazw ulic i placów w Będzinie
Zmiany nazewnictwa ulic w Będzinie (bez Grodźca i Łagiszy) na przestrzeni lat przedstawia poniższa tabela:
| Nazwa współczesna                                         | Nazwa z okresu PRL | Nazwa z okresu okupacji            | Nazwa z okresu międzywojennego                                                    | Nazwa z okresu zaboru (i wcześniej)                                                                               |  |
| --------------------------------------------------------- | --- | ---------------------------------- | --------------------------------------------------------------------------------- | --- |  |
| 1 Maja                                                    | 1 Maja | Kasernenstrasse (Koszarowa)        | Wapienna / 1 Maja                                                                 | |  |
| plac 3 Maja                                               | pl. 3 Maja / pl. Bohaterów Stalingradu (1950) | Hauptplatz (plac Główny)           | plac 3 Maja                                                                       | Bazarnaja płoszczad' (plac Bazarowy)                                                                              |  |
| 11 Listopada (od 11 XII 1991)                             | Waltera Szolca (ok. 1960-1991) | nie istniała                       | nie istniała                                                                      | |  |
| 27 Stycznia                                               | 27 Stycznia | Vorwerkstrasse (Folwarczna)        | Folwarczna (do ok. 1945)                                                          | |  |
| Władysława Andersa                                        | Bolesława Bieruta (do 10 I 1990) | nie istniała                       | nie istniała                                                                      | |  |
| Armii Krajowej                                            | Stanisława Krzynówki (do 1991) | nie istniała                       | nie istniała                                                                      | |  |
| Ignacego Bereszki (od 18 XII 2013) (1975-2013 brak nazwy) | Krótka | Kurzestrasse (Krótka) (do 1975)    | Krótka                                                                            | |  |
| dr. Adama Bilika                                          | Walki Młodych (do 13 VI 2017) |                                    |                                                                                   | |  |
| [Bohaterów Getta Warszawskiego] (nie istnieje)            | Bohaterów Getta Warszawskiego (1958-ok. 1976-77) | Alterweg (Stara Droga)             | Bóżnicza / Żydowska                                                               | Pietrowskaja (1875)/ Jewriejskaja / Żydowska (1877)                                                               |  |
| św. Brata Alberta                                         | Alberta Dzijaka (1975-91) | Bergmannstrasse (Górnicza)         | Górnicza                                                                          | |  |
| Browarna                                                  | Browarna | Gambrinusstrasse (Gambinusa)       | Browarna                                                                          | |  |
| Brzozowicka                                               | Brzozowicka | Birkenstrasse (Brzozowa)           | Brzozowicka                                                                       | |  |
| Cynkowa                                                   | Cynkowa | Werkstrasse (Zakładowa)            | Cynkowa                                                                           | |  |
| Czeladzka                                                 | Czeladzka | Beuthenerstrasse (Bytomska)        | Czeladzka                                                                         | Iwanowa / Bytomska - przy rynku) (XVI-XVII w., 1823), Pawłowskaja i Czeladzkaja (1875) / Czeladzkaja (1877, 1914) |  |
| Ignacego Daszyńskiego                                     | Henryka Rutkowskiego (do 13 VI 2017) | nie istniała                       | nie istniała                                                                      | nie istniała |  |
| Filtrowa                                                  | Filtrowa | Stollengasse (Sztolniowa)          | Sztolnia                                                                          | |  |
| Grobla                                                    | Grobla | Dammweg (Groblowa)                 | Grobla                                                                            | |  |
| Góra Zamkowa                                              | Góra Zamkowa | Schlossberg (Góra Zamkowa)         | Góra Zamkowa                                                                      | |  |
| Górna                                                     | Górna | Bergstrasse (Górska)               | Górna                                                                             | Nowgorodskaja/Nowogrodzka (1877) / Cmentarnaja (1914)                                                             |  |
| Gzichowska                                                | gen. Karola Świerczewskiego (31 III 1948-13 VI 2017) | Gutstrasse                         | Gzichowska                                                                        | Nikołajewskaja (1875) / Gzichowskaja / Gzichowska (1877)                                                          |  |
| Jana III Sobieskiego                                      | Armii Ludowej (do 13 VI 2017) | nie istniała                       | nie istniała                                                                      | nie istniała |  |
| Jasna                                                     | Jasna | Schlachthofstrasse (Rzeźnicza)     | Jasna                                                                             | Jasnaja / Jasna (1914)                                                                                            |  |
| Wojciecha Jastrzębowskiego                                | Dąbrowszczaków (do 13 VI 2017) |                                    |                                                                                   | |  |
| Berka Joselewicza                                         | Berka Joselewicza | Alte Marktstrasse (Starotargowa)   | Targowa                                                                           | Kazanskaja/ Kazańska (1875, 1877, 1914) / Żydowska (?) (1645)                                                     |  |
| Kamienna                                                  | Kamienna | Steinstrasse (Kamienna)            | Kamienna                                                                          | |  |
| Kamienne Schodki                                          | Kamienne Schodki | Seitengasse (Boczna/Ustronna)      | Boczna (do ok. 1945)                                                              | Podwale (1875) |  |
| Mariana Kantora-Mirskiego                                 | Małgorzaty Fornalskiej (do 13 VI 2017) | nie istniała                       | nie istniała                                                                      | nie istniała |  |
| plac Kazimierza Wielkiego                                 | plac Wolności (27 VII 1945 - 20 XII 1976) | Alter Ring (Stary Rynek)           | Rynek (Stary Rynek)/pl. Prezydenta Ignacego Mościckiego (l. 30. XX w. - ok. 1945) | Aleksandrowskaja płoszczad' / plac Aleksandra                                                                     |  |
| [Jana Kilińskiego] nie istnieje                           | [zlikwidowana pod odkrywkę "Brzozowica"] | Ottostrasse (Ottona)               | Jana Kilińskiego                                                                  | |  |
| Kolejowa                                                  | Kolejowa | Eisenbahnstrasse (Kolejowa)        | Kolejowa                                                                          | |  |
| al. Hugona Kołłątaja - część zachodnia                    | Przed 1975 rokiem: - Hugona Kołłątaja (do mostu nad torami kolejowymi) - Stefana Okrzei (od mostu do skrzyżowania z ul. Niedziałkowskiego, wiersz niżej) Po 1975 roku: al. Aleksandra Zawadzkiego (1975-11 XII 1991) | Alte Hauptstrasse (Stara Główna)   | Hugona Kołłątaja                                                                  | Krakowska (XVI-XVII w. przy rynku) / Sławkowskaja / Sławkowska                                                    |  |
| al. Hugona Kołłątaja - część wschodnia                    | Niedziałkowskiego (31 III 1948) / Hanki Sawickiej | Reiterstrasse (Kawalerzystów)      | Kadrowa                                                                           | |  |
| Mikołaja Kopernika                                        | Mikołaja Kopernika | Kopernikusstrasse (Kopernika)      | Mikołaja Kopernika                                                                | |  |
| dr. Tadeusza Kosibowicza                                  | Osiedle Huty "Będzin" / Stanisława Gawlika (1960-13 VI 2017) |                                    |                                                                                   | |  |
| Koszelew                                                  | - część ul. Stefana Okrzei (do 1975) - część al. Aleksandra Zawadzkiego (1975-91) | Bergwerkstrasse (Kopalniana)       | Szosowa / Stefana Okrzei                                                          | |  |
| [Kościelna] nie istnieje                                  | Kościelna | Kirchstrasse (Kościelna)           | Kościelna                                                                         | Władimirskaja (frag. 1875, 1877) / Plebanskaja / Plebańska (1914)                                                 |  |
| Tadeusza Kościuszki                                       | Tadeusza Kościuszki | Bahnhofstrasse (Dworcowa)          | Tadeusza Kościuszki                                                               | |  |
| Krakowska                                                 | Krakowska | Robert-Kochstrasse (Roberta Kocha) | Furmańska / Krakowska                                                             | Furmanskaja / Furmańska (1914)                                                                                    |  |
| Ignacego Krasickiego                                      | Janka Krasickiego, od 1975 Ignacego Krasickiego | Poststrasse (Pocztowa)             | Nowa / Gabriela Narutowicza                                                       | |  |
| Kręta                                                     | Kręta | Friedensweg (Pokoju)               | Zaciszna                                                                          | |  |
| Rutki Laskier                                             | Józefa Podsiadły (ok. 1945-13 VI 2017) | Langerweg (Długa)                  | Przeczna                                                                          | |  |
| Ludowa                                                    | Ludowa | Bachstrasse (Potokowa)             | Rzeczna                                                                           | |  |
| plac Jean-Marie Lustigera (od 28 I 2008)                  | [plac PKWN] |                                    |                                                                                   | |  |
| Stanisława Małachowskiego                                 | Stanisława Małachowskiego | Kattowitzerstrasse (Katowicka)     | Stanisława Małachowskiego                                                         | Sławianskaja / Słowiańska                                                                                         |  |
| Małobądzka                                                | generalissimusa Stalina (27 VII 1945) / Małobądzka | Talstrasse (Dolinna)               | Małobądzka                                                                        | |  |
| Tadeusza Mazowieckiego                                    | Leona Kruczkowskiego (do 13 VI 2017) |                                    |                                                                                   | |  |
| Mieroszewskich                                            | Pawła Findera (do 13 VI 2017) |                                    |                                                                                   | |  |
| Jadwigi Migowej                                           | Lucjana Szenwalda (do 13 VI 2017) |                                    |                                                                                   | |  |
| Modrzejowska                                              | Feliksa Dzierżyńskiego (1958-1990) | Marktstrasse (Targowa)             | Modrzejowska                                                                      | Modrżejewskaja / Modrzejowska (1877) / Michajłowskaja / Michajłowska (1875)                                       |  |
| Stanisława Moniuszki                                      | św. Jana / Stanisława Moniuszki (od 1958) | Johannstrasse (Jana)               | Świętego Jana (Świętojańska)                                                      | Iwanowskaja |  |
| Gabriela Narutowicza                                      | Władysława Kniewskiego (do 13 VI 2017) |                                    |                                                                                   | |  |
| Józefa Oleksego                                           | Anastazego Kowalczyka (do 13 VI 2017) |                                    |                                                                                   | |  |
| Ignacego Paderewskiego                                    | Gwardii Ludowej (do 13 VI 2017) |                                    |                                                                                   | |  |
| Paryska                                                   | Ormowców (28 V 1948-II 1992) | Brueckenstrasse (Mostowa)          | Mostowa                                                                           | Żurawskaja (1914)                                                                                                 |  |
| PCK                                                       | PCK (do 1977) / Władysława Hibnera (1977-2017) |                                    |                                                                                   | |  |
| rtm. Witolda Pileckiego                                   | XXXV-lecia PRL (do 13 VI 2017) |                                    |                                                                                   | |  |
| Józefa Piłsudskiego (w śródmieściu)                       | Ludwika Waryńskiego (27 VII 1945-II 1992) | Hallenstrasse (Halowa)             | Józefa Piłsudskiego                                                               | |  |
| Józefa Piłsudskiego                                       | Ludwika Waryńskiego (27 VII 1945-II 1992) | Adalbertstrasse (Adalberta)        | Na Piaski (droga)                                                                 | Głuchaja (1914)                                                                                                   |  |
| Plebańska                                                 | Plebańska | Kirchsteig                         | Plebańska                                                                         | Kostielnaja / Kościelna (1875, 1877, 1914)                                                                        |  |
| [Podgórska] nie istnieje                                  | Podgórska | Zur Hohe (Na Górę)                 | Podgórna/Podgórska                                                                | Smolenskaja / Smoleńska (1877)                                                                                    |  |
| Podjazie                                                  | Podjazie (jej część - ul. Waryńskiego, ob. Piłsudskiego) | -                                  | Podjazie                                                                          | |  |
| Podwale                                                   | Podwale | Wallstrasse (Wałowa)               | Targowa / Podwale                                                                 | Włodimirskaja / Włodzimierska (1875, 1877) / Małaja (1914)                                                        |  |
| Podzamcze                                                 | Podzamcze | Burgstrasse (Zamkowa)              | Podzamcze                                                                         | Nadbierieżnaja / Nadbrzeżna (1875) / Nadbrzegie (1877)                                                            |  |
| Polna                                                     | Polna | Feldstrasse (Polna)                | Polna                                                                             | |  |
| Ignacego Potockiego                                       | Mariana Buczka (do 11 XII 1991) | Hospitalstrasse (Szpitalna)        | Folwarczna/Ignacego Potockiego                                                    | Kijewskaja/Kijowska (1877)                                                                                        |  |
| Kazimierza Promyka                                        | Kazimierza Promyka | Gerichtstrasse (Sądowa)            | Promyka                                                                           | Przednia (1914)                                                                                                   |  |
| Mikołaja Reja                                             | Mikołaja Reja | Meisenstrasse (Sikorek)            | Mikołaja Reja                                                                     | |  |
| Józefa Retingera                                          | I Armii Wojska Polskiego (do 13 VI 2017) |                                    |                                                                                   | |  |
| Rolnicza                                                  | Rolnicza | Randweg (Skrajna)                  | Rolnicza                                                                          | |  |
| Rybna                                                     | Rybna | Ludwigstrasse                      | Rybna/Cerkiewna                                                                   | Siergiejewskaja / Siergiejewska (1875, 1877) / Jatkowaja (1914)                                                   |  |
| Rybny Rynek                                               | Rybny Rynek | Fischmarkt (Rybny Rynek)           | Rybny Rynek                                                                       | Miasnyje Riady (Stragany Mięsne) (1875) / Siergiejewskaja Płoszczad' [Rynek Różany w XVI w.]                      |  |
| Jana Sączewskiego                                         | 22 Lipca (27 VII 1945-11 XII 1991) | Gartenstrasse (Ogrodowa)           | Sączewskiego (Sączewska)                                                          | Sonczowskaja (1914)                                                                                               |  |
| Sielecka                                                  | Sielecka | Hüttenstrasse (Hutnicza)           | Sielecka                                                                          | |  |
| Siemońska (cz. pn.)                                       | Siemońska | Mühlenstrasse (Młyńska)            | Siemońska                                                                         | |  |
| Siemońska (cz. pd.) (od 1992)                             | Juliana Marchlewskiego (1950-1992) | Grenzstrasse (Graniczna)           | Graniczna (do 1950)                                                               | |  |
| Henryka Sienkiewicza                                      | Henryka Sienkiewicza | Fabrikstrasse (Fabryczna)          | Henryka Sienkiewicza                                                              | |  |
| Zygmunta Sierakowskiego                                   | Zygmunta Sierakowskiego | Knappenstrasse (Ciasna)            | Sierakowskiego                                                                    | |  |
| Stanisława Skalskiego                                     | Józefa Skalskiego (do 13 VI 2017) |                                    |                                                                                   | |  |
| Słowiańska                                                | Słowiańska | Klausstrasse                       | Dojazdowa / Bronisława Pierackiego (do 27 VII 1945)                               | |  |
| Stanisława Staszica                                       | Stanisława Staszica (Staszyca) | Am Wasserwerk (Przy Wodociągach)   | Stanisława Staszica                                                               | |  |
| Część ulicy Stawowej                                      | część ulicy Stawowej |                                    | Lompa                                                                             | |  |
| Szkolna                                                   | Szkolna | Schulstrasse (Szkolna)             | Szkolna                                                                           | |  |
| Rafała Sznajdera                                          | Wirgiliusza Chmielewskiego (do 13 VI 2017) | nie istniała                       | nie istniała                                                                      | nie istniała |  |
| Wisławy Szymborskiej                                      | Wawrzyńca Stalickiego (27 VII 1945 -13 VI 2017) | Paryska                            |                                                                                   | |  |
| bp. Adama Śmigielskiego                                   | 9 Maja (do 13 VI 2017) |                                    |                                                                                   | |  |
| Środkowa                                                  | Środkowa | Mittelgasse (Środkowa)             | Środkowa                                                                          | |  |
| Teatralna                                                 | Jana Sobieskiego (do 1977) | Akazienweg (Akacjowa)              | Jana Sobieskiego)                                                                 | |  |
| Juliana Tuwima                                            | Juliana Tuwima | An den Garten (Na Ogrodach)        | Ogrodowa                                                                          | |  |
| Andrzeja Wajdy                                            | 15 Grudnia (do 13 VI 2017) | Engerweg (Wąska)                   | Wąska (część)                                                                     | |  |
| Wiejska                                                   | Wiejska | Wiesenstrasse (Łąkowa)             | Wiejska                                                                           | |  |
| Wilcza                                                    | Wawrzyńca Stalickiego (od 17 VII 1945) | Wolfbergerstrasse (Wilcza Góra)    | Wilcza                                                                            | |  |
| Wolności                                                  | Grodziecka (do 1975) | Flurstrasse (Łanowa)               | Grodziecka                                                                        | |  |
| Wolska                                                    | Wolska | Ziegeleistrasse (Cegielniana)      | Wolska                                                                            | |  |
| Stanisława Wyspiańskiego                                  | Bartosza Głowackiego (do 1977) / Stanisława Wyspiańskiego (od 1977) | Bauernstrasse (Rolnicza)           | Bartosza Głowackiego                                                              | |  |
| Stanisława Wygodzkiego                                    | Wincentego Pstrowskiego (do 13 VI 2017) |                                    |                                                                                   | |  |
| Zagórska                                                  | Zagórska | Friedrichstrasse (Fryderyka)       | Zagórska                                                                          | |  |
| Zamkowa                                                   | Zamkowa | Schlosstrasse (Zamkowa)            | Zamkowa                                                                           | Zamkowaja / Zamkowa (1875, 1877, 1914)                                                                            |  |
| [Zaułek] nie istnieje (przy ul. Modrzejowskiej)           | Zaułek | Hintergasse (Zaułek)               | Zaułek                                                                            | |  |
| Zawale                                                    | Zawale | Hinter dem Wall (Za Wałem)         | Nadbrzeżna / Zawale                                                               | Zagorodnaja (Zamiejska) (1875, 1877, 1914)                                                                        |  |
| Zawodzie                                                  | Zawodzie | Am Wasser (Za Wodą/Zawodzie)       | Zawodzie                                                                          | Mokraja (1914) |  |
| Zielona                                                   | Zielona | Grünstrasse (Zielona)              | Zielona (z częścią Prostej)                                                       | |  |
| Żwirki i Wigury                                           | Żwirki i Wigury | Steigerstrasse (Sztygarska)        | Ksawerowska / Żwirki i Wigury                                                     | |  |
| nie istnieje [pomiędzy Zamkową a Kościelną]               | nie istnieje | nie istnieje                       | nie istnieje                                                                      | Moskowskaja (1875, 1877)                                                                                          |  |

Ulice, które w 1951 r. znalazły się w granicach miasta Czeladź (kolonia Małobądz)
| Nazwa współczesna | Nazwa z okresu PRL | Nazwa z okresu okupacji          | Nazwa z okresu międzywojennego |
| ----------------- | ------------------ | -------------------------------- | ------------------------------ |
| 3 Szyb            | 3 Szyb             | Am Wetterschacht                 |                                |
| Będzińska (część) | Będzińska          | Beuthenerstrasse (Bytomska)      | Czeladzka                      |
| Daleka            | Daleka             | Weiter Weg (Daleka)              | Daleka                         |
| Nowopogońska      | Nowopogońska       | Sosnowitzerstrasse (Sosnowiecka) | Nowopogońska                   |
| Piaskowa          | Piaskowa           | Sandweg (Piaskowa)               | Piaskowa                       |
| Prosta            | Prosta             | Albrechtstrasse (Albrechta)      | Prosta                         |
| Robotnicza        | Robotnicza         | Grubenstrasse (Kopalniana)       | Kopalniana                     |
| ks. Skorupki      | ks. Skorupki       | Karlstrasse (Karola)             | Księdza Skorupki               |

## Nowe place i ronda
- pl. Bohaterów Getta Będzińskiego (28 VI 2004)
- pl. Kolei Warszawsko-Wiedeńskiej (28 II 2005)
- pl. kard. Jean-Marie Lustigera (28 I 2008)
- pl. ks. Mieczysława Zawadzkiego (27 V 2008)
- pl. prof. Włodzimierza Wójcika (21 V 2014)
- rondo Unii Europejskiej (30 IX 2005)